# Darna tartomány
Darna tartomány (arabul شعبية درنة (Šaʿbiyyat Darna, egyes magyar forrásokban Derna) Líbia huszonkét tartományának egyike. A történelmi Kirenaika régióban, az ország északkeleti részén fekszik: északon a Földközi-tenger, keleten Butnán tartomány, délen el-Váhát tartomány, nyugaton pedig Dzsabal el-Ahdar tartomány határolja. Székhelye Darna városa. Lakossága a 2006-os népszámlálás adatai szerint 163 351 fő.

## Fordítás
Ez a szócikk részben vagy egészben  a   Libyen#Verwaltungsgliederung című német Wikipédia-szócikk ezen változatának fordításán alapul.  Az eredeti cikk szerkesztőit annak laptörténete sorolja fel. Ez a jelzés csupán a megfogalmazás eredetét és a szerzői jogokat jelzi, nem szolgál a cikkben szereplő információk forrásmegjelöléseként.